# 和歌山県道106号紀見峠停車場線
和歌山県道106号紀見峠停車場線（わかやまけんどう106ごう きみとうげていしゃじょうせん）は、和歌山県橋本市を通る一般県道である。

## 概要
紀見峠停車場（橋本市矢倉脇）から橋本市慶賀野に至る。

### 路線データ
- 起点：和歌山県橋本市矢倉脇（南海高野線 紀見峠駅前）
- 終点：和歌山県橋本市慶賀野（国道371号交点）
- 実延長：760 ｍ

## 路線状況

### 道路施設

#### 橋梁
- 矢倉脇橋（橋本川、橋本市）
- 笹尾橋（笹尾川、橋本市）

## 歴史
本路線は、道路法（昭和27年法律第180号）第7条の規定に基づき、一般県道として1959年（昭和34年）に和歌山県が第1次認定した路線のひとつである。

### 年表
- 1959年（昭和34年）5月14日 - 和歌山県が一般県道として紀見峠停車場線を認定[1]。

## 地理

### 通過する自治体
- 和歌山県
  - 橋本市

### 交差する道路
| 交差する道路             | 交差する場所 | 交差する場所 |
| ------------------------ | ------------ | ------------ |
| 国道371号 / 橋本バイパス | 慶賀野       | 終点         |

### 沿線
- 南海高野線 紀見峠駅